# Danh sách tứ giác của Sao Hỏa
Bề mặt của Sao Hỏa được Cục Khảo sát Địa chất Hoa Kỳ (USGS) chia thành 30 tứ giác. Mỗi tứ giác là một vùng có phạm vi vĩ độ và kinh độ được xác định. Các tứ giác được đặt tên theo các đặc điểm địa hình albedo nổi bật tại tứ giác tương ứng, được đánh số từ 1 đến 30 với tiền tố "MC" ("Mars Chart") chạy theo chiều từ bắc xuống nam và từ tây sang đông.

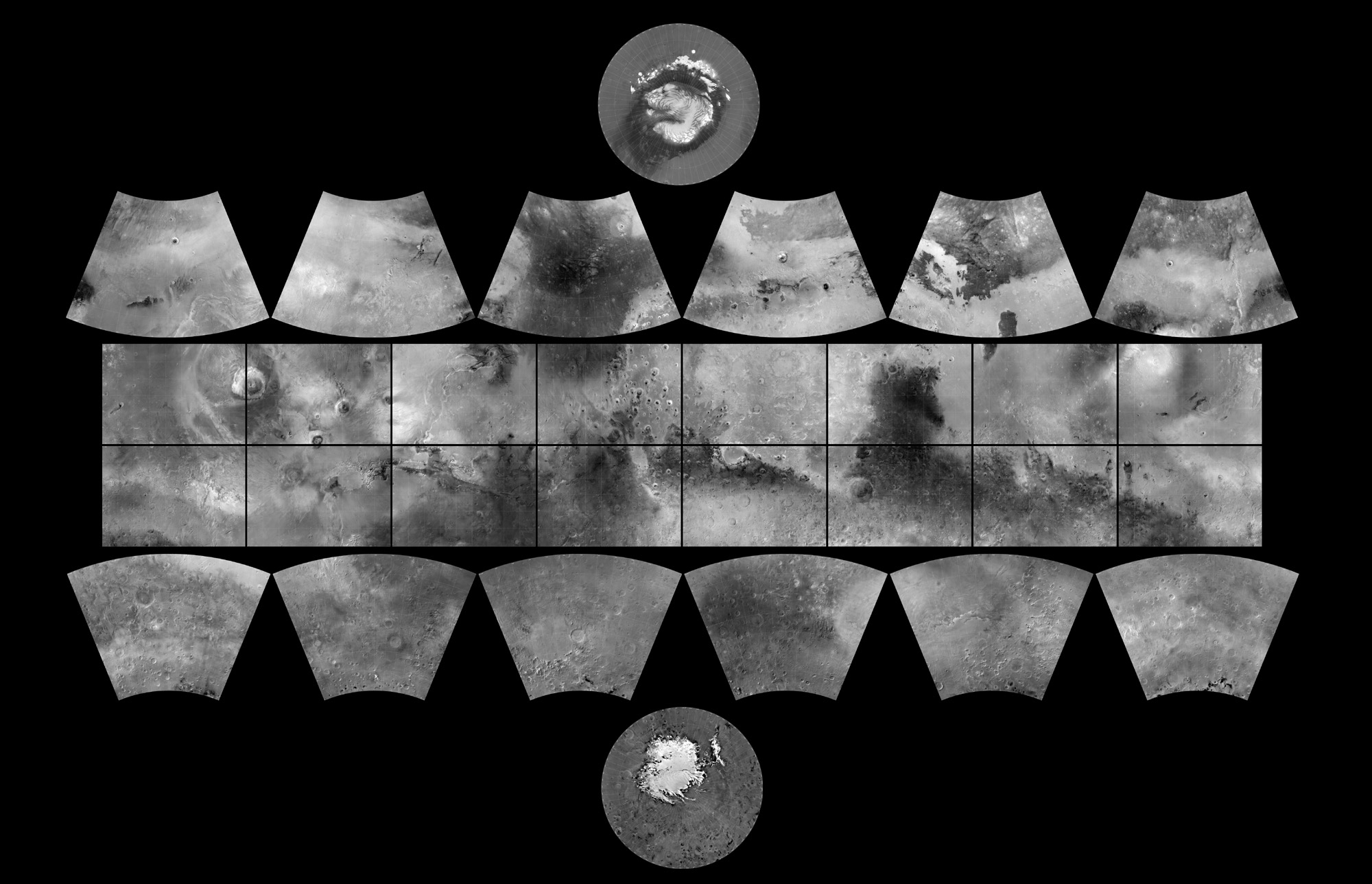
Bề mặt Sao Hỏa được chia làm 30 vùng tứ giác.

Các tứ giác có hình chữ nhật trên bản đồ phép chiếu hình trụ, nhưng vì bề mặt của Sao Hỏa cong theo hình cầu của hành tinh, nên hình dạng của các tứ giác trong thực tế là hình tứ giác Saccheri. 16 tứ giác ở xích đạo là nhỏ nhất với diện tích bề mặt mỗi phần là 4.500.000 km2, trong khi 12 tứ giác ở vĩ độ trung bình có diện tích 4.900.000 km2. Hai tứ giác ở cực là lớn nhất với diện tích bề mặt là 6.800.000 km2.

## Lịch sử
Năm 1972, chương trình Mariner 9 của NASA gửi về hàng ngàn bức ảnh, chụp bao phủ hơn 80% bề mặt Sao Hỏa. Năm đó và năm tiếp theo, Phòng Thí nghiệm Sức đẩy Phản lực của NASA đã hợp tác với chương trình nghiên cứu địa chất thiên văn của Cục Khảo sát Địa chất Hoa Kỳ (USGS) để tổng hợp ảnh chụp của Mariner thành bản đồ chi tiết đầu tiên về Sao Hỏa. Để tổ chức và chia nhỏ công việc này, USGS đã chia bề mặt hành tinh thành 30 tứ giác, mỗi tứ giác được đặt tên theo đặc điểm địa hình albedo nổi bật tại khu vực tương ứng, và giao các nhà địa chất tại USGS và các trường đại học ở Mỹ để lập bản đồ và nghiên cứu từng tứ giác đó.
Các chương trình thăm dò Sao Hỏa sau này tạo ra nhiều bản đồ ngày càng chính xác, Liên đoàn Thiên văn Quốc tế đặt tên cho các tứ giác này theo những đặc điểm bề mặt và địa chất tương ứng. Những cái tên này cũng được lấy từ các đặc điểm địa hình albedo nổi bật, do vậy đôi khi trùng với tên các tứ giác do USGS đặt.

## Các tứ giác
Các bản đồ dưới đây được dựng từ dữ liệu của Mars Orbiter Laser Altimeter (tạm dịch: Thiết bị đo độ cao bằng laser từ quỹ đạo Sao Hỏa) của tàu Mars Global Surveyor. Các vùng màu đỏ là vùng cao hơn so với các vùng màu xanh. Bản đồ các tứ giác ở xích đạo dùng phép chiếu Mercator, bản đồ các tứ giác ở vĩ độ trung bình dùng phép chiếu hình nón đồng góc Lambert, bản đồ các tứ giác ở hai cực dùng phép chiếu lập thể cực.
| Số thứ tự | Tên                | Vĩ độ    | Kinh độ         | Đặc điểm địa lý | Bản đồ                                             |
| --------- | ------------------ | -------- | --------------- | --------------- | -------------------------------------------------- |
| MC-01     | Mare Boreum        | 65–90° B | 180° W – 180° Đ | Đặc điểm địa lý | Topographical map of Mare Boreum quadrangle        |
| MC-02     | Diacria            | 30–65° B | 120–180° T      | Đặc điểm địa lý | Topographical map of Diacria quadrangle            |
| MC-03     | Arcadia            | 30–65° B | 60–120° T       | Đặc điểm địa lý | Topographical map of Arcadia quadrangle            |
| MC-04     | Mare Acidalium     | 30–65° B | 0–60° T         | Đặc điểm địa lý | Topographical map of Mare Acidalium quadrangle     |
| MC-05     | Ismenius Lacus     | 30–65° B | 0–60° Đ         | Đặc điểm địa lý | Topographical map of Ismenius Lacus quadrangle     |
| MC-06     | Casius             | 30–65° B | 60–120° Đ       | Đặc điểm địa lý | Topographical map of Casius quadrangle             |
| MC-07     | Cebrenia           | 30–65° B | 120–180° Đ      | Đặc điểm địa lý | Topographical map of Cebrenia quadrangle           |
| MC-08     | Amazonis           | 0–30° B  | 135–180° T      | Đặc điểm địa lý | Topographical map of Amazonis quadrangle           |
| MC-09     | Tharsis            | 0–30° B  | 90–135° T       | Đặc điểm địa lý | Topographical map of Tharsis quadrangle            |
| MC-10     | Lunae Palus        | 0–30° B  | 45–90° T        | Đặc điểm địa lý | Topographical map of Lunae Palus quadrangle        |
| MC-11     | Oxia Palus         | 0–30° B  | 0–45° T         | Đặc điểm địa lý | Topographical map of Oxia Palus quadrangle         |
| MC-12     | Arabia             | 0–30° B  | 0–45° Đ         | Đặc điểm địa lý | Topographical map of Arabia quadrangle             |
| MC-13     | Syrtis Major       | 0–30° B  | 45–90° Đ        | Đặc điểm địa lý | Topographical map of Syrtis Major quadrangle       |
| MC-14     | Amenthes           | 0–30° B  | 90–135° Đ       | Đặc điểm địa lý | Topographical map of Amenthes quadrangle           |
| MC-15     | Elysium            | 0–30° B  | 135–180° Đ      | Đặc điểm địa lý | Topographical map of Elysium quadrangle            |
| MC-16     | Memnonia           | 0–30° N  | 135–180° T      | Đặc điểm địa lý | Topographical map of Memnonia quadrangle           |
| MC-17     | Phoenicis Lacus    | 0–30° N  | 90–135° T       | Đặc điểm địa lý | Topographical map of Phoenicis Lacus quadrangle    |
| MC-18     | Coprates           | 0–30° N  | 45–90° T        | Đặc điểm địa lý | Topographical map of Coprates quadrangle           |
| MC-19     | Margaritifer Sinus | 0–30° N  | 0–45° T         | Đặc điểm địa lý | Topographical map of Margaritifer Sinus quadrangle |
| MC-20     | Sinus Sabaeus      | 0–30° N  | 0–45° Đ         | Đặc điểm địa lý | Topographical map of Sinus Sabaeus quadrangle      |
| MC-21     | Iapygia            | 0–30° N  | 45–90° Đ        | Đặc điểm địa lý | Topographical map of Iapygia quadrangle            |
| MC-22     | Mare Tyrrhenum     | 0–30° N  | 90–135° Đ       | Đặc điểm địa lý | Topographical map of Mare Tyrrhenum quadrangle     |
| MC-23     | Aeolis             | 0–30° N  | 135–180° Đ      | Đặc điểm địa lý | Topographical map of Aeolis quadrangle             |
| MC-24     | Phaethontis        | 30–65° N | 120–180° T      | Đặc điểm địa lý | Topographical map of Phaethontis quadrangle        |
| MC-25     | Thaumasia          | 30–65° N | 60–120° T       | Đặc điểm địa lý | Topographical map of Thaumasia quadrangle          |
| MC-26     | Argyre             | 30–65° N | 0–60° T         | Đặc điểm địa lý | Topographical map of Argyre quadrangle             |
| MC-27     | Noachis            | 30–65° N | 0–60° Đ         | Đặc điểm địa lý | Topographical map of Noachis quadrangle            |
| MC-28     | Hellas             | 30–65° N | 60–120° Đ       | Đặc điểm địa lý | Topographical map of Hellas quadrangle             |
| MC-29     | Eridania           | 30–65° N | 120–180° Đ      | Đặc điểm địa lý | Topographical map of Eridania quadrangle           |
| MC-30     | Mare Australe      | 65–90° N | 180° W – 180° Đ | Đặc điểm địa lý | Topographical map of Mare Australe quadrangle      |